# Троадије Неокесаријски
Свети мученик Троадије као младић пострада за Христа. Григорије Неокесаријски виде га у визији како храбро подношаше муке за Христа све док не би убијен. И виде му душу, која кад се растави од тела, радосно хиташе к небу. Пострада и прослави се свети Троадије у 3. веку.
Српска православна црква слави га 2. марта по црквеном, а 15. марта по грегоријанском календару.